# エアバス A400M
エアバス A400M アトラス
- 用途：戦術輸送
- 分類：輸送機
- 製造者：エアバス・ミリタリー（現エアバス・ディフェンス・アンド・スペース）社
- 運用者

  -  イギリス（イギリス空軍）
  -  ドイツ（ドイツ空軍）
  -  フランス（フランス空軍）
  -  トルコ（トルコ空軍）
- 初飛行：2009年12月11日
- 生産数：100機（2021年5月27日現在）
- 生産開始：2007年
- 運用開始：2013年
- 運用状況：現役
- ユニットコスト：1億5,240万ユーロ

エアバス A400M (Airbus A400M) は、ヨーロッパの航空機メーカーであるエアバス社の子会社、エアバス・ミリタリー（現エアバス・ディフェンス・アンド・スペース）社が開発した戦術輸送機である。愛称はアトラス(Atlas)。なお、この愛称が採用される前は、非公式な愛称としてグリズリー(Grizzly)が使用されていた。
本機は戦術輸送を主な任務とする軍用中型輸送機であり、高翼配置の主翼とT型尾翼という機体にターボプロップエンジンを4発備え、後部ランプから積み卸しを行う比較的広い貨物室空間を持ち、12輪の短めの主脚が胴体底部左右のバルジに収納される。これらは戦術輸送機の標準的な構成であるが、戦略輸送任務も想定した大きな搭載量・航続距離を持ち、空中での受油/給油機能が最初から設計に含まれている点、左右のプロペラの回転方向を逆にしている点などが特徴である。
西欧各国における旧型輸送機を代替することを目的として国際共同開発が行われることになったが、度重なる予算の超過と計画の遅れに悩まされた。2013年第一四半期の引き渡しを予定し、2013年8月1日、フランス空軍へA400M(MSN7)を初めて正式納入したと発表した。

## 開発の経緯

### FIMA
A400M計画の発端は、西側欧州各国で使用していたロッキード C-130やトランザール C-160といった輸送機の後継機種がやがて必要になると考えられたことにあった。各国が協議した結果、1982年にフランスのアエロスパシアル社（現EADS社）、イギリスのブリティッシュ・エアロスペース社（現BAEシステムズ社）、ドイツのMBB社（現EADSジャーマニー社）が、アメリカ合衆国のロッキード社（現ロッキード・マーティン社）と共に国際協同開発計画であるFIMA（Future International Military Airlifter：将来国際軍用輸送機）を開始した。当初、FIMAでは本計画によって総数2000機の需要が見込まれるとされ、1983年には各社間で覚書が交わされて、具体的な共同検討作業が開始された。
1984年には機体案や事業方式、開発費など計画の基礎が決められた。高翼配置の後退翼を持つ主翼とT型尾翼という機体外形の概要が決まり、エンジンと積載量は、ターボファン4発で30トン級のA案とターボプロップ4発で20-25トン級のB案の2つが提案され、結局、B案となった。C-130やC-160よりも大きな積載量20-25トン級で航続距離2000-2500海里と計画され、エンジンは低騒音・低公害・低燃費とされる新方式のプロップファンの採用が決定した。
1985年のパリ航空ショーでは、2重反転式プロペラを備えたプロップファン式の模型が展示された。
1987年にイタリアのアエリタリア社と、スペインのCASA社が計画に参加し、本計画を推進する機構の名称が「FIMAインターナショナル」に変更された。

### Euroflagの"FLA"
1989年に、欧州各国はNATO欧州加盟国向けに特化した機体開発が目指されることとなった。欧州5カ国による機体開発組織も"Euroflag"（ユーロフラッグ）に改組して、機体名称もFLA（Future Large Aircraft：将来大型航空機）に変更された。FLAの基本構想はFIMAをほぼ踏襲したものとなったものの、実用化の目処の立たないプロップファンエンジンの採用は諦め、民間機が使用するターボファンエンジン4発に変更した。
各社・各国の思惑の違いによりユーロフラッグの本格的な設立は遅延したが、1991年6月17日に5社が等分に出資することでようやく合意、翌1992年にはベルギーのFLABEL社、ポルトガルのOGMA社、トルコのTAI社が参加を決めたことで、計画は8カ国8社体制に拡大した。

### エアバス・ミリタリー社の"A400M"
事業の進展と規模の拡大によって、効率的な組織運用が求められ、計画全体をエアバス社の傘下に置くことが提案された。1994年9月に全社の合意を得て、1995年6月14日に、当時のエアバス・インダストリー社内に軍用機専門部門「エアバス・ミリタリー」(Airbus Military) を設立し、ユーロフラッグの事業を引き継ぐことが発表された。エアバス社では機体名称を民間型機である「A300シリーズ」とは異なるものとして「A400シリーズ」を新たに名付け、軍用を意味する"Military"の"M"を末尾に加えたA400Mを正式名称とした。
1997年9月に7カ国は提案要求書 (RFP) を提出した。提案要求書を出した7カ国は、フランス、イギリス、ドイツ、スペイン、ベルギー、ポルトガル、トルコである。イタリアは含まれていない。エアバス・ミリタリー部門は1999年1月に分社化されて「エアバス・ミリタリー社」となった。当初エアバス・ミリタリー社の株式は、母体であったエアバス・インダストリー社が63%を、FLABEL社、OGMA社、TAI社が残りを保有することになったが、後にEADS社がエアバス・インダストリー社の100%の株式を保有して、3社分の37%もEADS社へ売却したために、エアバス・ミリタリー社はEADS社の100%子会社となった。。設立直後のエアバス・インダストリー社は、1999年1月29日に関係国に対して提案書を示した。
A400Mは冷戦後の新秩序への対応と国際貢献などの活動に寄与することが目的となり、冷戦末期に計画されたFLAとは大きく異なった機体となった。欧州域内の輸送能力では平和維持活動や人道援助には不足であり、長大な航続距離と大搭載量を求められた。結果、最大積載量は37トン、積載20トンでの航続距離を3,450海里に設定し、機体規模はさらに一回り大型化した。エンジンもターボファンより効率の良いターボプロップエンジン4発のプロペラ機に変更された。

### エンジン開発
本機に使用するエンジンに関してもターボプロップ式4発と決まった段階から機体と平行して、既存エンジンの採用、または新たなものの開発の検討が進められた。仏スネクマ社 (SNECMA) がM88ターボファンエンジンのコアから開発することや、M138ターボプロップが検討されたが、本計画の遅れとともにこれらの選定作業も見直された。
2002年4月にプラット・アンド・ホイットニー・カナダ社 (P&WC) と欧州の各エンジンメーカーに対して提案要求書が送られた。これに対して、独MTUエアロ・エンジンズ社と英ロールス・ロイス社、仏スネクマ社、スペインのインダストリア・デ・ターボ・プロパルザーズ社は連名で、合同出資企業「ユーロプロップ インターナショナル」を設立して新エンジンの開発を行うことを提案した。P&WC社も提案に対して"PW180"を回答し、欧州の企業連合とカナダのP&WC社との比較審査となった。エアバス・ミリタリー社では"PW180C"の方が評価が高かったとされるが、結局2003年5月3日にエンジンとして正式に採用発表されたのは、ユーロプロップ"TP400-D6"であった。

### 実機の開発
作業分担箇所の調整や各国の所要機体数の見直し、機体の要求性能の変更・調整が行われ、1996年5月に実機の開発が開始された。事業は予算上の問題を抱えて開発は遅延した。2000年5月、イギリス空軍が正式発注を行い、これに続いて加盟各国が発注した。
2001年10月にイタリアが、2003年初頭にはポルトガルがプログラムから脱退した。
2003年5月23日に加盟各国が購入計画に関しての話し合いを行い、5月30日に合計180機となる購入計画数の確定と正式な生産段階へと本プログラムが進められることが発表された イタリアは国防費削減により計画から撤退、イギリス空軍はアメリカからC-17をリースし、後に5機の購入を決定するなどで、調達機数は欧州各国で180機に修正された。欧州以外ではマレーシアが4機の購入を決定しており、カナダ軍、ニュージーランド空軍も調達を検討している。南アフリカは8機、チリは3機購入する予定であったが、引き渡しが2018年から2022年と遅く、コストがかかりすぎ性能も過剰である等の理由を挙げて、それぞれキャンセルしている。
2014年トルコは技術的障害を理由に改善するまで受け取りを拒否していた。
各国はOCCAR（共同兵器調達機構）を通じて購入することになった。
各国の購入計画数
| 発注日         | 発注した国     | 機数  | 受領数 | 受領年        |
| -------------- | -------------- | ----- | ------ | ------------- |
| 2003年5月27日  | ドイツ         | 60→53 | 47     | 2014年-       |
| 2003年5月27日  | フランス       | 50    | 24     | 2013年-       |
| 2003年5月27日  | スペイン       | 27    | 14     | 2016年-       |
| 2003年5月27日  | イギリス       | 25→22 | 22     | 2014年-2023年 |
| 2003年5月27日  | トルコ         | 10    | 10     | 2014年-2022年 |
| 2003年5月27日  | ベルギー       | 7     | 7      | 2020年-2024年 |
| 2003年5月27日  | ルクセンブルク | 1     | 1      | 2020年        |
| 2005年12月8日  | マレーシア     | 4     | 4      | 2015年-2017年 |
| 2021年9月1日   | カザフスタン   | 2     | 1      | 2024年-       |
| 2021年11月18日 | インドネシア   | 2     | 0      | 2026年        |
| 合計:          |                | 178   | 130    |               |

## 機体

### 外形・主構造
本機体の全体的な外形は、戦術軍用輸送機では一般的な、高翼配置の主翼にT字尾翼を備え、胴体下部の左右に膨らむバルジ内に主脚が格納される構成である。機体材質は複合材が用いられている。
主翼・尾翼
25%翼弦で15度の後退角を持った主翼は、胴体天井部内に中央翼に相当する主翼ボックスと呼ばれる剛性を高めた構造を持つ。
主翼の翼端にはフィンなどを持たず、丸みを帯びた切り落とし形状である。主翼全体のアスペクト比は8.1であり、テーパー比は0.345である。
T字配置の尾翼の水平安定板は、25%翼弦で32.5度の後退角を持った全体が主にピッチ／トリム制御のために仰俯動作を行う。
それぞれ8枚のスキュードプロペラを駆動する合計4基のターボプロップエンジンが、ほぼ主翼に密着する距離で懸架されている。
動翼
主翼前縁部にはフラップ等の高揚力装置といった動翼は備わっていない。
主翼後縁部には、内側に片側2分割の固定ベーン式フラップが備わり、その外側にエルロンがある。フラップの前方上面に片側5枚のスポイラーがあり、リフト・ダンパー／エアブレーキ／フライト・スポイラーとして用いられる。
垂直尾翼後縁部には通常の方向舵が備わっている。水平安定板後縁部には通常の昇降舵が備わっている。
これら操縦翼面の駆動は、フライ・バイ・ワイヤ・システムで制御される2基のアクチュエータによって行われる。アクチュエータの駆動力は、1基は圧力20.90MPa(9,000psi) の純粋な油圧系統から得ており、別の1基は油圧と共に電気系統でバックアップされた電気油圧系統から得る。
胴体
胴体の断面形状は基本的には円形であるが底部は幾分平らに近い。胴体前方左上部より前方に棒状の空中給油ブローブが突き出している。主翼取り付け部の前後にはフェリングが付けられており、流線形状ではあるが胴体上部中央は主翼分だけ大きく盛り上がっている。胴体後部には貨物用ランプ式ゲートがあり、垂直尾翼基部までせり上がっている。
降着装置
片側3本6輪、左右合計12輪のタイヤを備えた主脚は、胴体下部左右のバルジ内に格納される。未舗装の滑走路での運用も可能である。

### 操縦室

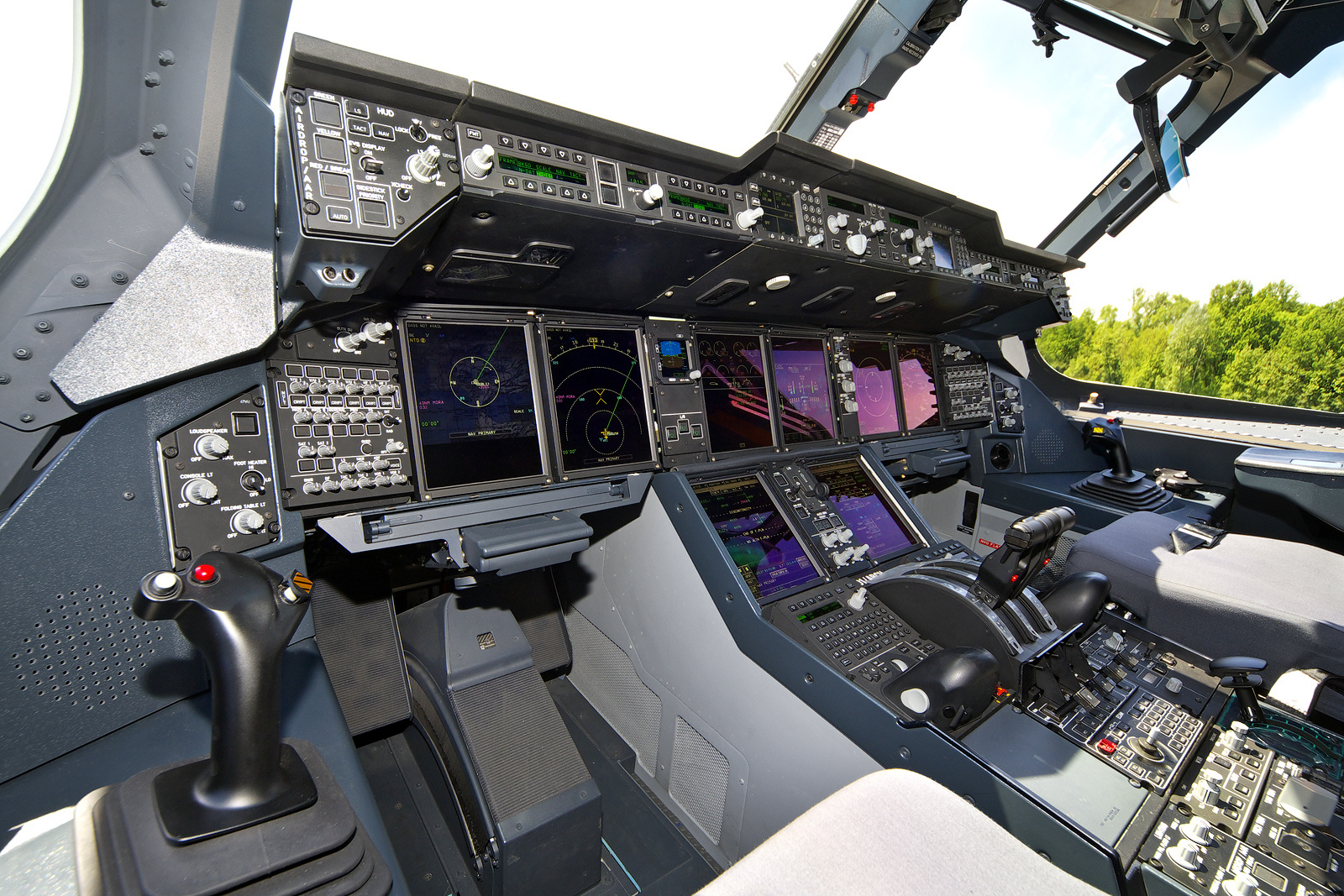
A400Mのコックピット

操縦室には左右2人乗務の操縦席に加えて、予備の1人用オブザーバー席がある。操縦計器類は左右2座席計8枚のカラー液晶を用いたMFDによるグラスコックピットに加えて、それぞれの正面には折り畳み式のヘッドアップ・ディスプレイが配置される。
操縦操作はサイドスティックによる操縦桿と足元のラダーペダルによって行う。サイドスティック式の操縦桿はそれぞれの席で窓側に付いているため、左右の席では操作する腕が逆になる（これは、サイドスティック方式を採用したエアバス製旅客機全般に共通する特徴である）。

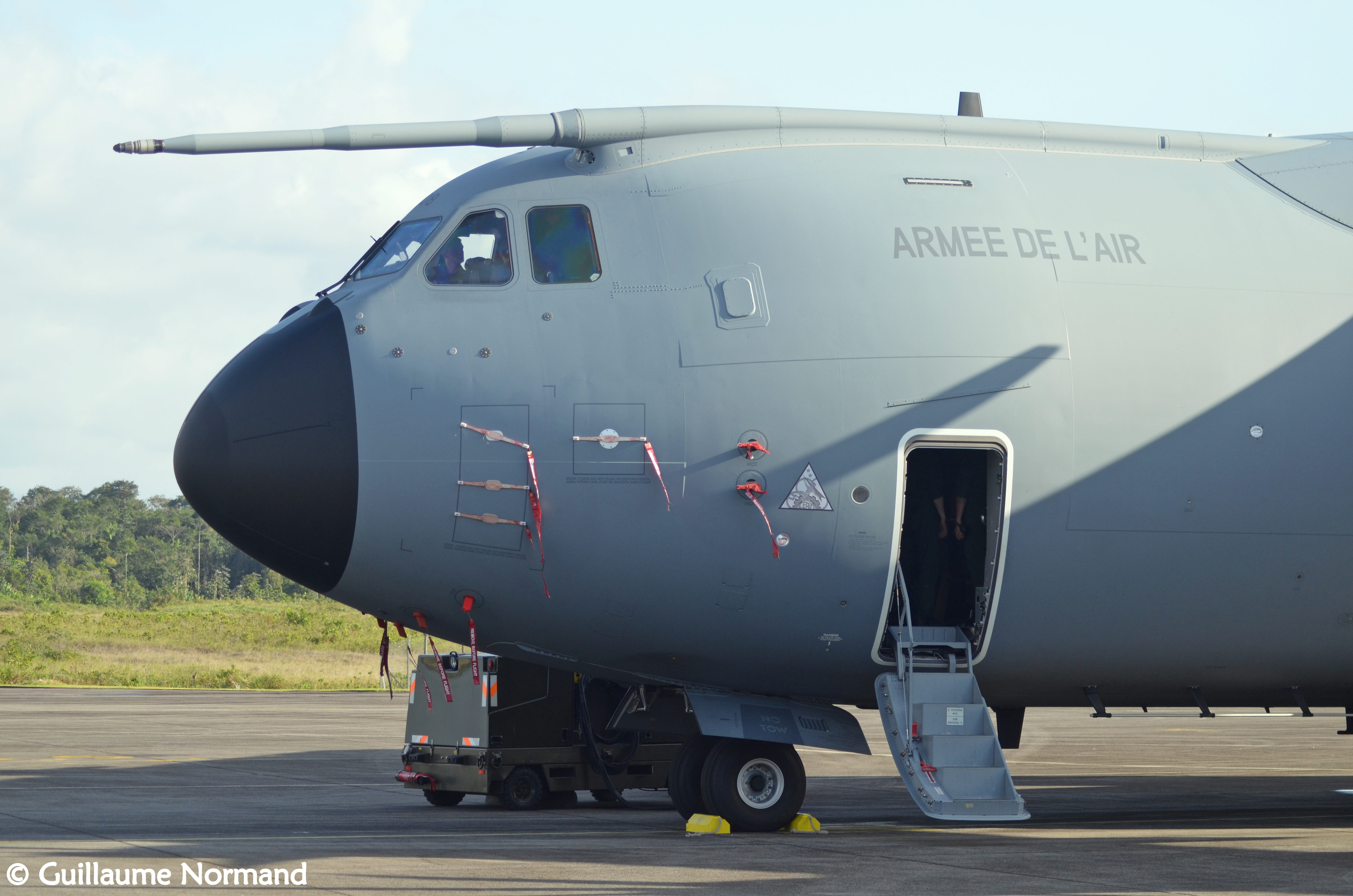
A400Mの機体 操縦室の天井付近から機体前方に向けて長いプローブが突き出ているのがわかる。

### 貨物室

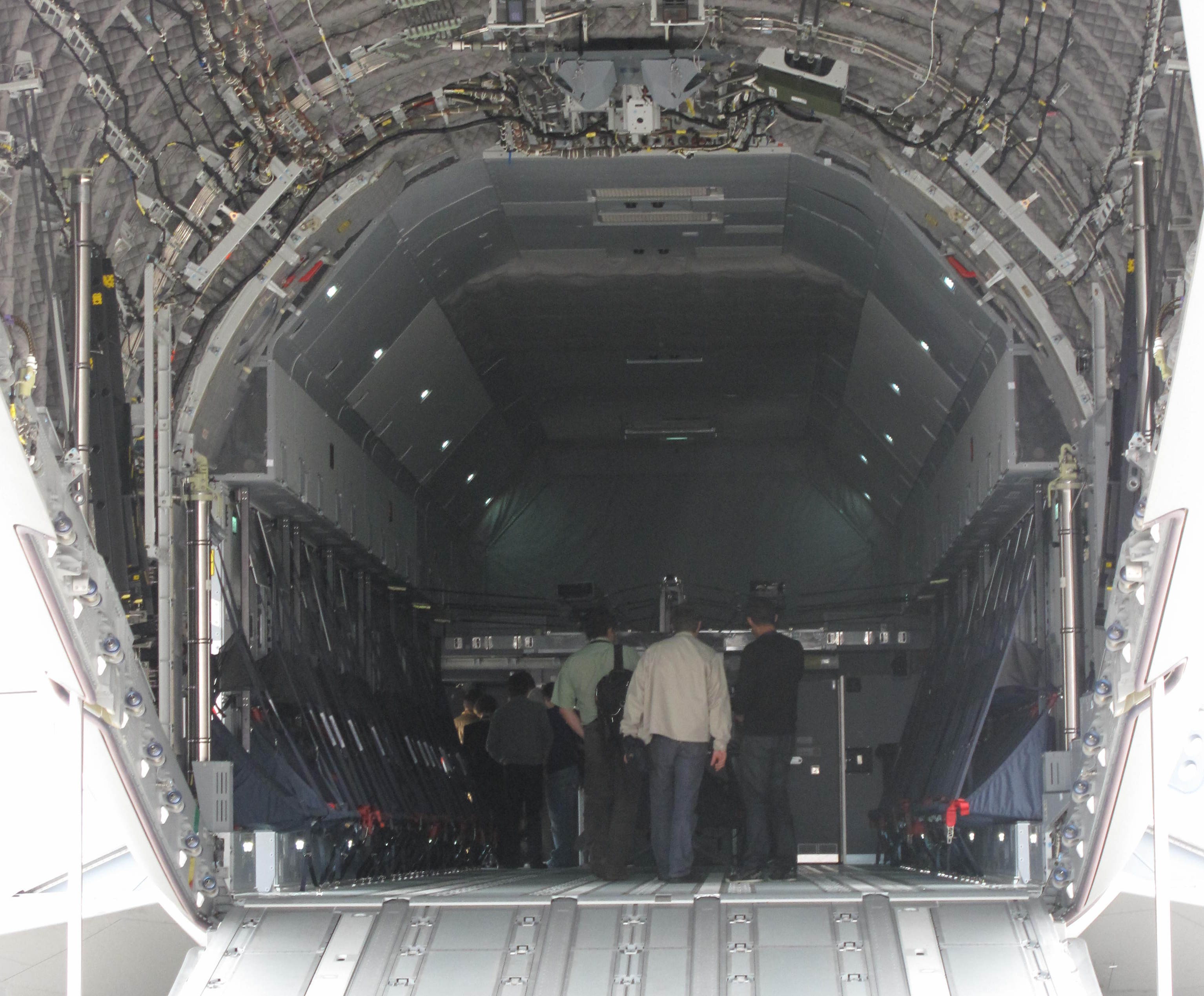
貨物室

胴体内は機首区画を除くほぼ全体が広く平坦な貨物室にあてられ、大きな後部ランプから積み卸しが行われる。高さ制限以内であれば後部ランプ部分にも貨物を搭載できる。主翼取り付け部が天井高を15cmだけ下げるため、それより後部は4mの高さまで貨物が搭載できるのに対して、主翼取り付け部とそれより前は高さが3.85mに制限される。後部ランプ部分を含めて貨物室の床幅は4mある。貨物室内の左右壁面に沿って跳ね上げ式の座席が標準で合計54席分備わっている。
ISO 20フィートコンテナなら2個を、ISO 40フィートコンテナなら1個を収容でき、 463Lパレットなら最大9枚、M113装甲兵員輸送車なら3輌を、ヘリコプターでもローターブレードを外した状態でスーパーリンクスやティーガー、AH-64Dなら2機を、AS532/EC725クーガー、NH90ならば1機を搭載して輸送できる。最低速度125ktで地上すれすれを飛行しながら貨物室の後部ランプを開き、低高度パラシュート抽出システム (LAPES; Low-altitude parachute extraction system) によって貨物等を空中投下することも可能である。
最大ペイロードはC-130の2倍ほどの37トンであり、21世紀現在では50トンから60トン以上にもなる主力戦車は空輸できないが、装軌式装甲兵員輸送車や装軌式歩兵戦闘車を1輌と装備品、又はランドローバー程度の軽車両を2輌に加えて54名の兵員などを1機で輸送可能なため、低脅威度紛争や平和維持活動のような展開要求に対して迅速な空輸能力が提供できると言える。
輸送機以外にも空中給油機や電子戦機といった特殊任務への派生も可能としている。

### アビオニクス
操縦系統もフライ・バイ・ワイヤと最新の旅客機並みである。

### 特殊装備
プローブアンドドローグ方式での空中給油が可能である。
自衛装備
自衛用の装備としてモジュラー式のDASS（Defensive Aids Sub-System、防御支援サブシステム）の装備が予定されている。
DASSは以下のモジュールから必要に応じて選択する。
- レーダー警戒受信機 (RWR)はインドラ社のAN/ALR-400が採用される。
- アクティブ／パッシブ・ミサイル接近警戒装置 (MAWS)は、EADS社とタレス社が、多カラー赤外線警報センサーを共同開発している。
- 射出式対抗手段装置（チャフ／フレア）
- 曳航式電波デコイ

空中給油装備
- 自らが空中給油を受ける装備は標準で備わっているが、他機へ空中給油を行う装備は、ポッド／ドローグ式の機外搭載システムによって実現される。
- 本機を空中給油機とするには「フライト・リフュエリング908Eポッド・ドローグ・システム」を両翼外翼部下に取り付ける。機体内搭載の自機用航空燃料をこのドローグ式空中給油システムで他機へ給油提供する他に、貨物室内に7,200リットルの貨物室増槽を2個まで搭載することで搭載燃料容量を増やすこともできる。
- 飛行速度の幅が広いため、戦闘機からヘリコプターまでドローグ式に対応する多様な航空機への給油が可能である[3]。

空中消火装備
貨物室に装着し、後部ランプから水や消火剤を投下する構造の空中消火装備。着脱が容易で恒久的な機体改修を要さない。2022年から試作型の試験が行われている。

## 推進機関／推進器

### エンジン

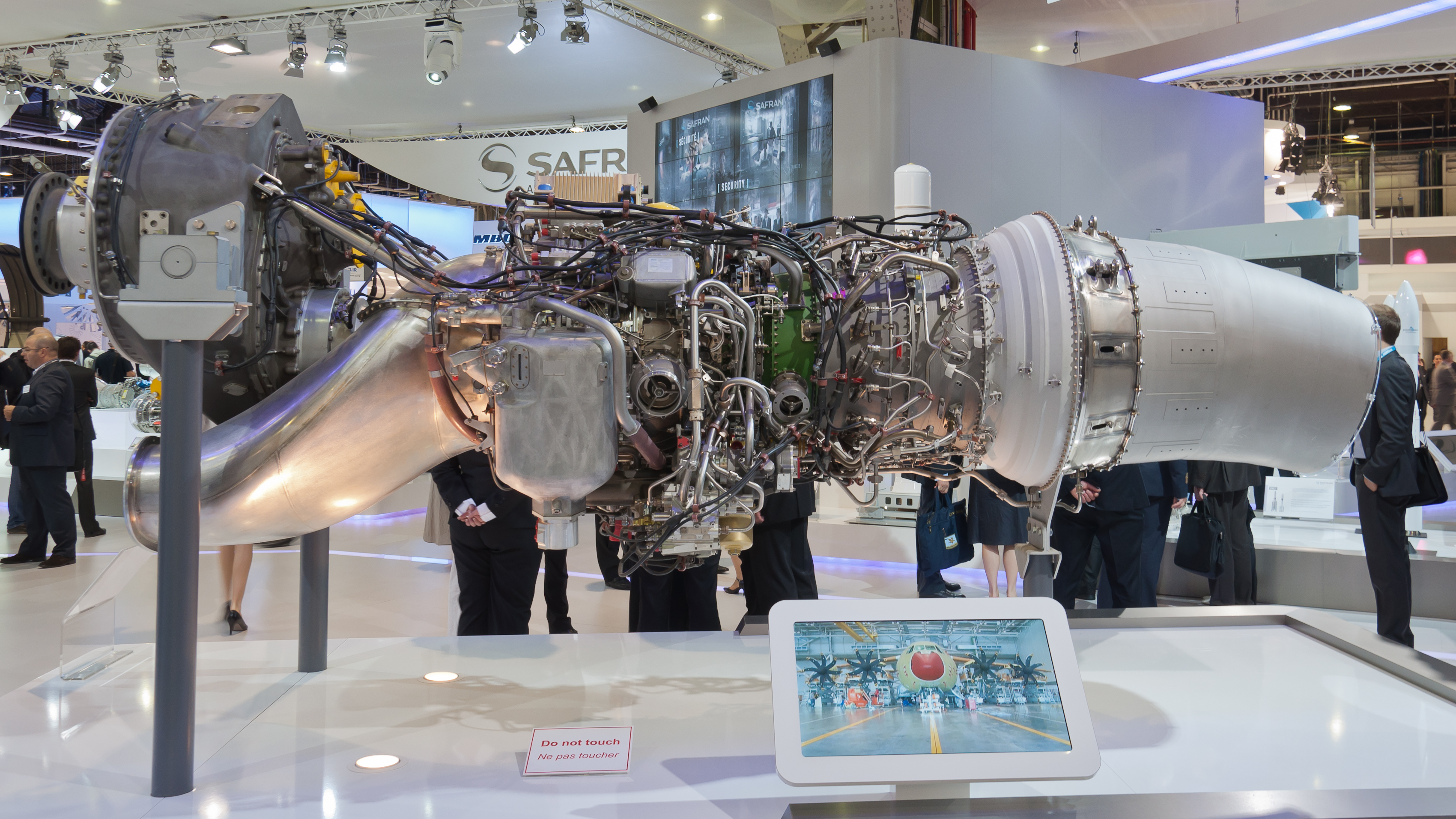
TP400ターボプロップエンジン

主翼下面に接する位置に取り付けられている4基のエンジンは、ターボプロップ式のユーロプロップ・インターナショナル製のTP400-D6である。TP400はA400M用に新規開発された西側ではかつてない大出力（7457～9694 kW）のターボプロップエンジンである。初稼動は2006年4月であった。
このエンジンは本来、定格最大出力は9,649kWであるが、離陸時最大出力を8,203 kW（11,000英馬力相当）に下げて使用することで、エンジンの負担を軽減している。エンジン制御はFADECによって行われている。

### プロペラ

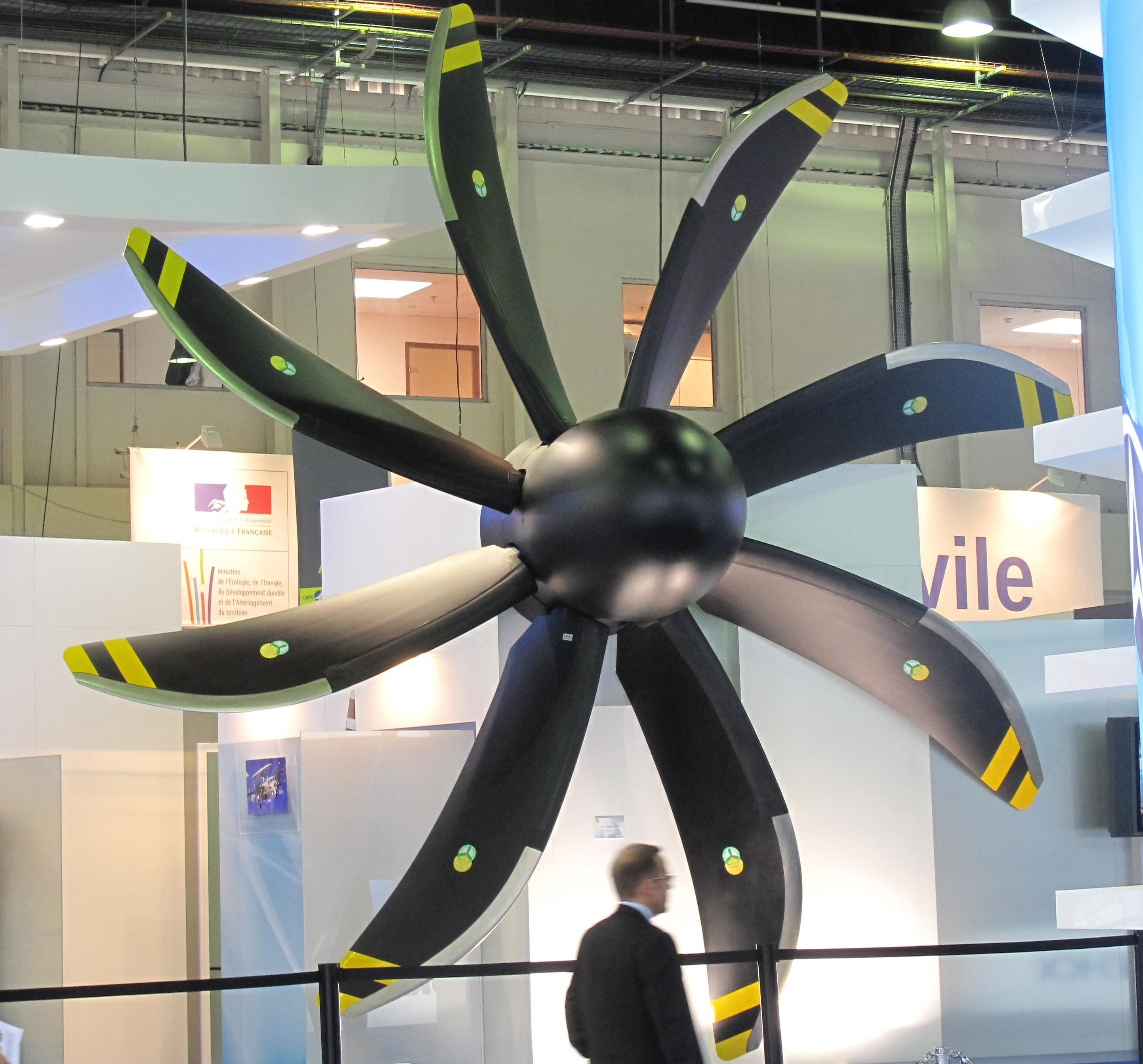
エンジンとプロペラ
直径が5.34mもある巨大な8枚のプロペラにはスキューが付いている。

プロペラは複合材料でできたラティエ・フィジャック／ハミルトンスタンダード社製の"FH386"である。
ジェット輸送機に迫る高速飛行を達成するにはプロペラが高速で回転する必要がある（なお離陸時には842rpmとされている）。マッハ0.68で巡航中には直径5.34mのプロペラ先端の周速が秒速290mとなる。高速回転により翼端部が音速付近（1気圧の標準大気中では約340m/秒）を超えると、駆動エネルギーが衝撃波などに消費され、また騒音源となる。プロペラ先端の衝撃波の発生を出来るだけ抑えるために、プロペラブレードにはスキュー（後退角）が付いている。
8枚のプロペラブレードを支えるハブにはピッチ可変機構が備わり、リバース状態を含めて最適なピッチに随時変更できる。プロペラをリバースピッチにすると機体は斜度2度までの坂道を後退することも可能である。プロペラの回転方向は、機体正面から見て1番と3番が反時計回り、2番と4番が時計回りに回転することでエンジンのトルク反力を相殺し、主翼への荷重負担を軽減しながら4%の効率向上と騒音低下を図り、垂直安定板で17%、水平安定板で12%の小型化を果たしたとされる。

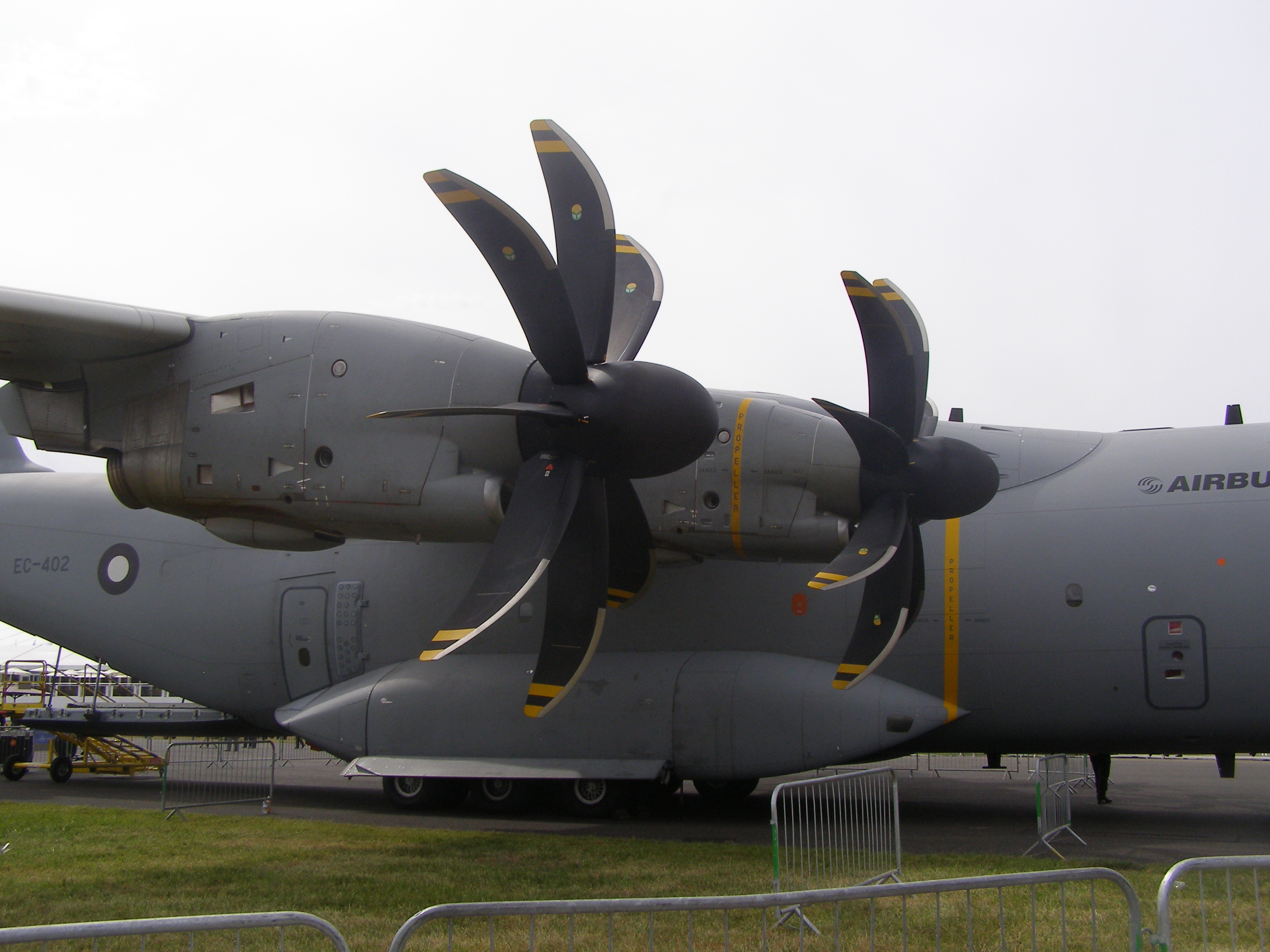
ピッチが中立位置にあるプロペラ 大きなスキュー（後退角）が付いている。

## 生産

### 初飛行と運用

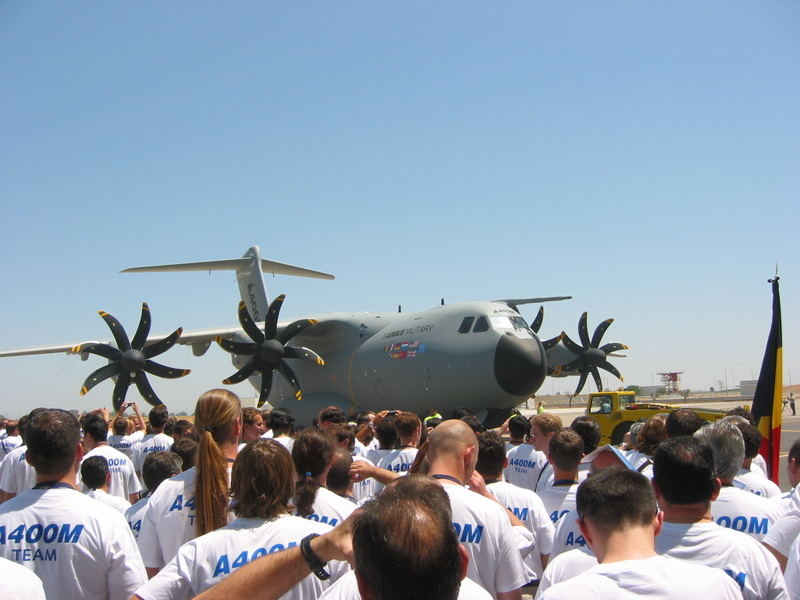
2008年6月にセビリアでロールアウトした試作機を囲む従業員

当初の予定では、1機あたりの価格は1億ユーロで、2009年10月に量産機の納入が開始され、2010年から配備が開始されることになっていたが、新設計のエンジンをはじめ多くの最新技術を取り入れたため、最大12トンの重量超過、4年近いスケジュールの遅れ、大幅なコスト上昇の問題が生じている。
初号機は2008年6月にロールアウトし、2009年12月11日にスペインのサンパブロ工場において3時間50分の初飛行 を実施した。バラスト水2トンや試験機材など15トン分を搭載して、初飛行時から最大離陸重量の93%である127トンの離陸重量で、10時15分から14時2分までの3時間47分の飛行を行った。ロールアウトから初飛行まで時間が掛かったのは、エンジン制御用ソフトウェアの開発に問題が生じたためだとされる。
2010年初頭には、重量超過問題およびスケジュールの遅延に伴い、約90億ユーロの予算オーバーが生じるとして、EADS（エアバス親会社）と発注者である欧州7カ国が協議し、欧州7カ国は総額35億ユーロ（20億ユーロのコストアップ承認および15億ユーロの条件付融資）の支援を行なうこととなった。2011年にEADSは、量産機4機が2013年にフランスとトルコにまず引き渡される予定であることを発表した。ドイツ、イギリス、マレーシアへの引き渡しは翌年以降とされた。
その後10年間にわたる4万人近い労働と、5,000飛行時間以上のテスト飛行の成果として2013年8月1日、フランスへ量産初号機が、また同2号機を2014年1月22日納入した。続いてトルコも機体完成後若干受け入れを引き延ばしたものの、2014年4月4日にスペイン・セビリアの工場で同3号機を受領した。
2014年12月18日段階でフランス空軍に6機、トルコ空軍に1機、イギリス空軍に1機、ドイツ空軍に1機納入され、フランスではセルヴァル作戦に投入される など、徐々に実戦化されているものの、ドイツが、国防予算削減により当初60機を、40機まで減らす方針に変える。
ドイツのほかにもイギリスとトルコも遅延の影響を受け、開発・生産の遅延のほか、性能が目標に達していなかったり、複数の発注国の国防予算削減による機数減などの問題も抱え、未だ状況は安定していない。
NATO加盟国保有のA400Mに関係する近況としてドイツ空軍は2014年6月26日、2019年までに経年化したトランザール輸送機と交替する形で合計40機の配備を予定していると発表した。
イギリス軍広報部は2015年内に初期作戦能力(IOC)獲得を目指しているA400M（アトラス）輸送機が、2015年3月3日に初めての実任務輸送としてキプロスへ飛んだと発表した。
発表によると、キプロスのイギリス空軍(RAF)アクロティリ基地に飛行したのは、イギリス空軍が2014年末に受領したA400Mの1号機「シティ・オブ・ブリストル」だという。
2015年3月17日エアバスDSは、マレーシア・ランカウイ島で行われていた航空ショーの会場を利用し、マレーシア空軍にA400M初号機を引渡したと発表した。
プログラムに最初から参加していたローンチ国以外の国への引き渡しはマレーシア軍が初めてとなる。
2017年時点でも、機体後方の乱気流が大きく、落下傘兵が空中衝突する可能性があるため機体側部ドア両方から同時に降下できないなどの問題を抱える。加えてヘリコプターへの空中給油能力が未完成のため、フランス空軍は空中給油能力を備えたC-130Jの導入に踏み切り、場合によっては追加調達するともしている。ドア両方からの空挺降下が認証されたのは2020年6月であった。ヘリコプターへの空中給油試験は2019年から始まり、2021年には2機への同時空中給油にも成功している。
2024年12月5日、カザフスタン国防省は空軍向けに発注中の2機のA400Mのうち、1機目が納入されたことを公表した。

### 国ごとの分担
生産は、各社が特定の部位を受け持ち、スペインのEADS CASA・セビリア工場で最終組み立てを行う。主要な生産担当部位は以下である。
- フランス - 機首・翼胴フェアリング・後部貨物扉など
- ドイツ - 中央胴体・後部胴体など
- イギリス - 主翼など
- スペイン - 水平安定板・エンジンナセルなど
- ベルギー - 主翼の一部（動翼部分）
- トルコ - 前部胴体

## 諸元

### 予定人員
- 乗員
  - 操縦室: 2名（＋オブザーバー席1名分）
  - 貨物室: 固有要員若干名（搭載兵員用座席数標準54名分、パレット式含め最大116名）

### 物理設計値
外部寸法
- 全長 : 45.01 m
  - 胴体長 : 39.09 m
- 全幅 : 42.36 m
  - 主翼弦長(付け根) : 7.36 m
  - 同(翼端) : 2.54 m
- 全高 : 14.68 m

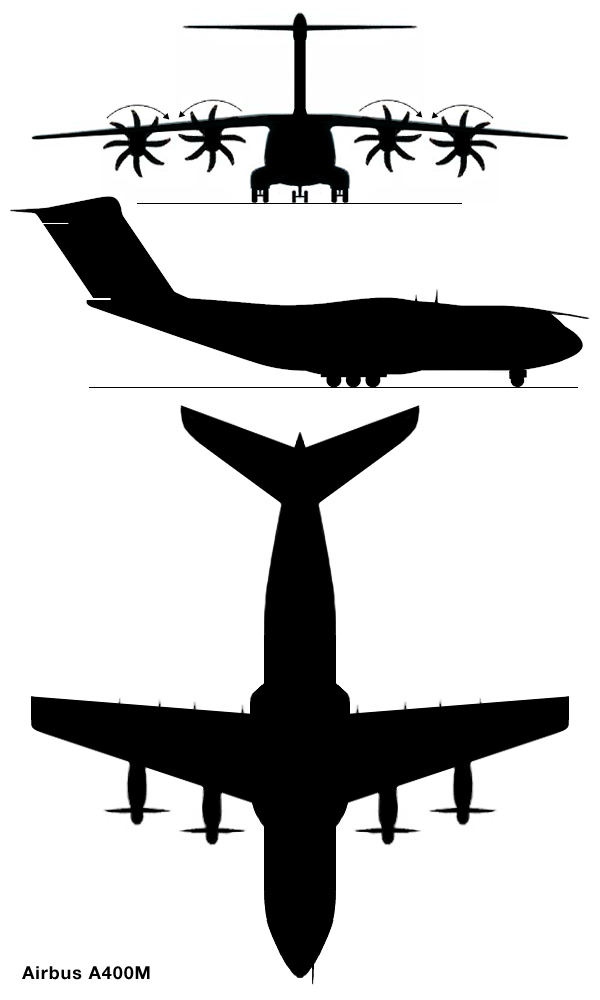

- ホイールトラック(平均) : 6.22 m
- ホイールベース(平均) : 13.29 m
- 同(主脚前輪中心) : 11.76 m
- 同(主脚後輪中心) : 14.82 m
- 主翼面積 : 221.50 m2
- 補助翼面積(各) : 3.94 m2
- スポイラー面積(主翼片側計) : 6.90 m2
- 垂直安定板面積 : 46.43 m2
- 水平安定板面積 : 67.00 m2
- 昇降舵面積(計) : 11.49 m2

内部寸法
- 貨物ランプ長 : 5.84 m
- 貨物ランプ幅 : 4.00 m
- 貨物室全長(ランプを除く) : 17.71 m
- 貨物室床面幅 : 4.00 m
- 貨物室高
  - 主翼ボックスとその前方 : 3.85 m
  - 主翼ボックス後方 : 4.00 m
- 貨物室床面積(ランプ含む) : 92.40 m2
- 貨物室容積(ランプ含む) : 274 m3

重量
- 運用自重 : 76,500 kg
- 最大零燃料重量
  - 兵站任務、2.25G : 113,500 kg
  - 戦術任務、2.5G : 106,500 kg
- 最大離陸重量
  - 兵站任務、2.25G : 141,000 kg
  - 戦術任務、2.5G : 131,700 kg
- 最大着陸重量
  - 兵站任務、2.25G : 122,000 kg
  - 戦術任務、2.5G : 113,000 kg
- 最大ペイロード 
  - 兵站任務、2.25G : 37,000 kg
  - 戦術任務、2.5G : 30,000 kg[3]

### 推進機関
- エンジン : ユーロプロップ・インターナショナル TP400-D6 ターボプロップエンジン
  - 出力・基数 : 8,203 kW（=11,000英馬力） x 4基
- プロペラ : ラティエ・フィジャック／ハミルトンスタンダード社製 FH386 ピッチ可変式複合材製
  - 直径・ブレード数 : 5.34 m ｘ 8枚[3]

### 飛行性能

パリを中心としたエアバス 400Mの航続距離。ペイロード30tで4500km、ペイロード20tでは6600km飛行できる。

- 標準搭載燃料量 : 64,000 リットル
  - 内部燃料重量 : 50,500 kg [28]
- 空虚時 :76.5 t (168,654 lb)
- 貨物室搭載増槽燃料量 : 7,200 リットル x 2 (最大)
- 最大離陸重量 : 136.5 t (300,900 lb)
- 速度
  - 最大運用マッハ数 : M 0.72
  - 最大運用速度 : 780 km/h (485 mph; 421 kn; 300 kt) CAS(対気速度)
  - 通常運用マッハ数 : M 0.68
  - 最大速度 : 300 ノット（海面上対気指示速度）
  - 巡航速度 : マッハ 0.68-0.72
  - 空中投下／降下時速度 : 125-200 kt
- 高度
  - 初期巡航高度 : 8,839 m
  - 最大運用高度(通常任務時) : 11,300 m (37,073 ft)
  - 同(特殊任務時) : 12,192 m
  - 最大海面上昇率 : 1,219/min
- 航続距離
  - 最大ペイロード時 : 3,300 km (1,781 nmi)
  - ペイロード30t時 : 4,500 km (2,450 nmi)
  - ペイロード20t時 : 6,400 km (3,450 nmi)
  - フェリー航続距離 : 8,700 km (4,700 nmi)
- 戦術離陸距離 : 980 m (3,215 ft) (飛行機自重100t時、軟地盤、標準大気圧、海抜0m)
- 戦術着陸距離 : 770 m (2,526 ft) (同上)
- 旋回半径(地面) : 28.6 m

### 比較
|                  | C-2                                                    | A400M                                    | C-17                                | Y-20          | C-130J                              | KC-390                                                 | An-178                                     | Il-276                                    |
| ---------------- | ------------------------------------------------------ | ---------------------------------------- | ----------------------------------- | ------------- | ----------------------------------- | ------------------------------------------------------ | ------------------------------------------ | ----------------------------------------- |
| 画像             |                                                        |                                          |                                     |               |                                     |                                                        |                                            |                                           |
| 乗員             | 3名                                                    | 3-4名                                    | 2-4名                               | 3名           | 3-6名                               | 2名                                                    | 3名                                        | 2名                                       |
| 全長             | 43.9 m                                                 | 45.1 m                                   | 53.0 m                              | 47.0 m        | 29.79 m                             | 35.20 m                                                | 32.95 m                                    | 33.2 m                                    |
| 全幅             | 44.4 m                                                 | 42.4 m                                   | 51.8 m                              | 50.0 m        | 40.41 m                             | 35.05 m                                                | 28.84 m                                    | 30.1 m                                    |
| 全高             | 14.2 m                                                 | 14.7 m                                   | 16.8 m                              | 15.0 m        | 11.84 m                             | 11.84 m                                                | 10.14 m                                    | 10.0 m                                    |
| 空虚重量         | 69.0 t                                                 | 76.5 t                                   | 128.1 t                             | 100 t         | 34.25 t                             | 51 t                                                   | ―                                          | ―                                         |
| 基本離陸重量     | 120 t                                                  | ―                                        | 263 t                               | ―             | 70.305 t                            | ―                                                      | ―                                          | ―                                         |
| 最大離陸重量     | 141 t                                                  | 136.5 t                                  | 265.35 t                            | 220 t         | 79.38 t                             | 81.0 t                                                 | 51.0 t                                     | 68.0 t                                    |
| 最大積載量       | 32 t（2.5G） 36 t（2.25G）                             | 30 t（2.5G）                             | 77.519 t                            | 66 t          | 19.050 t                            | 26 t                                                   | 18.0 t                                     | 20.0 t                                    |
| 貨物室 （L×W×H） | 15.65×4.0×4.0m                                         | 17.71×4.0×3.85m                          | 26.83×5.49×3.76m                    | 20.0×4.0×4.0m | 16.76×3.02×2.74m                    | 18.5×3.4×3.0m                                          | 16.65×2.748×2.75m                          | ―                                         |
| 発動機           | CF6-80C2K1F×2                                          | TP400-D6×4                               | F117-PW-100×4                       | D-30KP-2×4    | AE2100-D3×4                         | V2500-E5×2                                             | D-436-148FM×2                              | PD-14M×2                                  |
| 発動機           | ターボファン                                           | ターボプロップ                           | ターボファン                        | ターボファン  | ターボプロップ                      | ターボファン                                           | ターボファン                               | ターボファン                              |
| 巡航速度         | マッハ0.81                                             | マッハ0.68-0.72 781 km/h （高度9,450 m） | マッハ0.74 830 km/h （高度8,530 m） | マッハ0.75    | マッハ0.59 671 km/h （高度6,700 m） | マッハ0.80 870 km/h                                    | マッハ0.77 825 km/h                        | マッハ0.75 810 km/h                       |
| 航続距離         | 0 t/9,800 km 20 t/7,600 km 30 t/5,700 km 36 t/4,500 km | 0 t/8,710 km 20 t/6,390 km 30 t/4,540 km | 0 t/9,815 km 72 t/4,630 km          | 0 t/7,500 km  | 0 t/6,445 km 16.3 t/3,150 km        | 0 t/6,241 km 14 t/5,019 km 23 t/2,722 km 26 t/2,000 km | 0 t/5,500 km 5.0 t/4,700km 18.0 t/1,000 km | 0 t/7,300 km 4.5 t/6,000 km 20 t/3,250 km |
| 最短離陸滑走距離 | 500 m                                                  | 770 m                                    | 1,000 m                             | 600 - 700 m   | 600 m                               | 1,100 m                                                | ―                                          | 1,050 m                                   |
| 生産数（-2023）  | 19                                                     | 119                                      | 279                                 | 68            | 500                                 | 9                                                      | 2                                          | 0                                         |
| 運用状況         | 現役                                                   | 現役                                     | 現役                                | 現役          | 現役                                | 現役                                                   | 実用試験中                                 | 開発中                                    |

## 事故
2015年5月9日、トルコ空軍に引き渡される予定だった試験飛行機がスペインのセビリアから離陸した直後墜落し、搭乗していた社員4人が死亡した。

## 登場作品

### 映画
『ミッション:インポッシブル/ローグ・ネイション』
『コヴェナント/約束の救出』